# وست‌هوک
وستهاوک (به هلندی: Westhoek) یک منطقهٔ مسکونی در هلند است که در واوادوکه واقع شده‌است.